# Præference
Præferencer udtrykker tilbøjeligheden til at  foretrække én bestemt valgmulighed foran en eller flere andre. I økonomisk teori er præferencer et overordentlig vigtigt begreb, idet de antages at være grundlaget for alle personers handlinger og dermed de forskellige valg, som personer foretager i deres egenskab af forbrugere, arbejdstagere og andre roller. Et optimalt valg er et valg, der sikrer, at personen kan få sine præferencer opfyldt i så høj grad som muligt, givet den situation han eller hun befinder sig i.
Under visse omstændigheder kan en persons præferencer repræsenteres matematisk ved hjælp af en nyttefunktion, som gør det muligt at knytte talmæssige størrelser til den gevinst, man opnår ved et givet valg. Dermed kan præferencebegrebet operationaliseres i en lang række sammenhænge. Det er almindeligt i mikroøkonomi at antage, at personer maksimerer deres nytte under de givne bibetingelser.

## Historie
Den senere norske Nobelpristager Ragnar Frisch var i 1926 den første, der i matematisk form nedskrev en model af præference-relationer. Inden da havde økonomer udviklet en teori om efterspørgsel, som udelod henvisninger til såkaldte primitive karakteristika hos de pågældende personer. Med indflydelse fra den logiske positivisme i slutningen af 1800- og begyndelsen af 1900-tallet blev den tanke imidlertid udbredt, at de teoretiske begreber, der anvendtes i økonomi, skulle indeholde en empirisk struktur ved at kunne relateres til observerbare størrelser. Fordi binære valg (valg mellem to forskellige muligheder) er direkte observerbare, blev teorien om præferencer attraktiv for de økonomiske forskere.
Senere har andre kendte økonomer som John von Neumann, Oskar Morgenstern, Kenneth Arrow og Gérard Debreu bidraget til at udvikle præferenceteorien.

## Anvendelse
Præferencer forklares ofte ud fra en forbrugers forhold til to forskellige varebundter, A og B, der hver især består af nogle varer og/eller tjenester. Forbrugerens præferencer drejer sig om, hvordan han rangordner varebundterne i forhold til hinanden. Der kan gælde, at
1) forbrugeren foretrækker A for B,
2) forbrugeren foretrækker B for A, eller
3) forbrugeren er indifferent mellem A og B, dvs. han sætter lige stor pris på begge varebundter.
Anvendelsen indskrænker sig dog ikke til at omhandle forbrugernes valg af forbrugsvarer og tjenester, altså de goder, der kan købes for penge. Også stort set alle andre menneskelige handlinger kan potentielt forklares ud fra præferenceteori. Spørgsmålet om, hvor mange timer man ønsker at arbejde, kan forklares ud fra præferencer for materielt forbrug i forhold til fritid. Forbrugs/opsparingsvalget, altså valget af, hvor stor en andel af indkomsten, man vælger at spare op, kan forklares ud fra præferencer over for forbrug i dag i forhold til forbrug imorgen, og dermed størrelsen af ens tidspræferencerate. Valget af, hvor mange penge man ønsker at donere til Røde Kors eller andre velgørende organisationer, kan forklares ud fra styrken af altruistiske præferencer. Valget af, hvor mange børn et par ønsker at få, kan forklares - ud over en række andre faktorer - af deres præferencer for børn i forhold til andre goder som f.eks. mere fritid, færre forpligtelser og flere forbrugsvarer.

## Hyppige antagelser
Ofte antages nogle grundlæggende forhold at være gældende for forbrugernes præferencer, således fuldstændighed, transitivitet og umættelighed. En fjerde ofte anvendt antagelse er konveksitet. Sådanne antagelser gør det bl.a. muligt at afbilde præferencerne grafisk ved hjælp af indifferenskurver og indifferenskort.

### Fuldstændighed
En forbrugers præferencer er fuldstændige, hvis det gælder, at han kan rangordne alle tænkelige varebundter på ovennævnte facon, dvs. afgøre om hvilkesomhelst to varebundter X og Y, at han enten foretrækker X for Y, foretrækker Y for X eller er indifferent mellem X og Y.

### Transitivitet
En forbrugers præferencer er transitive, hvis det altid gælder, at når han foretrækker A for B og foretrækker B for C, vil han også foretrække A for C.

### Umættelighed
En forbrugers præferencer er umættelige, hvis det gælder, at han altid foretrækker et varebundt med flere goder af alle slags frem for et varebundt med færre af alle slags.

### Konveksitet
En forbrugers præferencer er konvekse, hvis det gælder, at når han er indifferent mellem to varebundter A og B, vil han synes mindst lige så godt om et vejet gennemsnit af varebundterne A og B som om hvert af de oprindelige varebundter. Forbrugerens præferencer er strengt konvekse, hvis det gælder, at han foretrækker det vejede gennemsnit af A og B frem for hvert af de oprindelige varebundter. En mindre formel udlægning af antagelsen om konvekse præferencer er, at forbrugere foretrækker variation i deres forbrug.

## Præferencerelationer
De forskellige nævnte relationer mellem varebundter kan gengives med bestemte matematiske symboler, der kaldes præferencerelationer.

## Afslørede præferencer
Tankegangen om afslørede præferencer skyldes den amerikanske økonom og Nobelprismodtager Paul Samuelson. Det er en metode til at analysere de valg, individer foretager, som bl.a. bruges til at sammenligne politiske beslutningers indflydelse på forbrugeradfærden. Tankegangen antager, at forbrugernes præferencer kan afsløres ved empirisk at undersøge deres forbrugsadfærd, f.eks. deres indkøb af forbrugsvarer.